# Малые Чемодановы
 Малые Чемодановы  — деревня в Орловском районе Кировской области. Входит в состав Орловского сельского поселения.

## География
Расположена на расстоянии примерно 24 км по прямой на запад-северо-запад от райцентра города Орлова.

## История
Известна с 1727 года как починок Сибирской с 2 дворами. В 1763 43 жителя, в 1802 здесь 8 дворов. В 1905 году (починок Сибирский или Чемодановы) дворов 6 и жителей 32, в 1926 (деревня Малые Чемодановы или Сибирский, Чемодановы ) 6 и 34, в 1950 (Чемодановы) 7 и 17, в 1989 13 жителей. Настоящее название утвердилось с 1978 года. С 2006 по 2011 год входила в состав Тохтинского сельского поселения.

## Население
Постоянное население составляло 6 человек (русские 100%) в 2002 году, 4 в 2010.